# Паудер Спрингс
Паудер Спрингс (енгл. Powder Springs) град је у америчкој савезној држави Џорџија. По попису становништва из 2010. у њему је живело 13.940 становника.

## Демографија
Према попису становништва из 2010. у граду је живело 13.940 становника, што је 1.459 (11,7%) становника више него 2000. године.
| Група             | 2000.         | 2010.         |
| Белци             | 6.997 (56,1%) | 5.304 (38,0%) |
| Афроамериканци    | 4.666 (37,4%) | 6.961 (49,9%) |
| Азијати           | 135 (1,1%)    | 147 (1,1%)    |
| Хиспаноамериканци | 539 (4,3%)    | 1.267 (9,1%)  |
| Укупно            | 12.481        | 13.940        |